# Guy Thomazeau
Pour les articles homonymes, voir Thomazeau.
Guy Thomazeau, né le 5 décembre 1937 à Neuilly-sur-Seine (Seine), est un évêque catholique français, archevêque émérite de Montpellier depuis 2011.

## Biographie

### Formation
Guy Thomazeau effectue ses études secondaires au collège Saint-Louis-de-Gonzague à Paris, puis au lycée Janson-de-Sailly. Puis après être sorti de l'institut d'études politiques de Paris (Sciences-Po Paris), il entre au séminaire des Carmes et obtient une licence en théologie à l'institut catholique de Paris.
Par la suite, il complète sa formation à l'Institut des hautes études de défense nationale (IHEDN).

### Principaux ministères
Il est ordonné prêtre le 18 décembre 1965 pour l'archidiocèse de Paris.
Après son ordination, il exerce son ministère en aumônerie de lycée et dans les paroisses parisiennes Notre-Dame de l'Assomption, puis Notre-Dame-de-Grâce de Passy.
En 1981, il est nommé vicaire général de l'archidiocèse de Paris et curé de Saint-Pierre de Chaillot.
Nommé évêque auxiliaire de Meaux le 12 novembre 1988, il est consacré le 8 janvier 1989 par Louis Cornet, évêque de Meaux.
Après avoir été nommé évêque coadjuteur de Beauvais le 14 septembre 1994, puis évêque titulaire de ce même diocèse le 13 mai 1995, il devient évêque de Montpellier le 28 août 2002 et élevé au rang d'archevêque métropolitain le 16 décembre de la même année à la suite de la réorganisation des provinces ecclésiastiques françaises.
Le 14 mai 2010, il reçoit un archevêque coadjuteur en la personne de Pierre-Marie Carré, précédemment archevêque d'Albi qui lui succède le 3 juin 2011.
Au sein de la Conférence des évêques de France, il est membre du Conseil pour l'unité des chrétiens et des relations avec le judaïsme.
Le 8 août 2013, le pape François le nomme administrateur apostolique du diocèse de Nice à la suite de la démission pour raisons de santé de Louis Sankalé. Il le reste jusqu'au 11 mai 2014 date de l'installation canonique de André Marceau sur le siège épiscopal de Nice.

## Prises de position

### Dialogue avec la communauté juive
Guy Thomazeau s'implique fortement dans le dialogue judéo-chrétien. Il plébiscite l'action du Conseil représentatif des institutions juives de France (CRIF). Il a, par exemple, accompagné des lycéens dans le cadre d'un voyage à Auschwitz organisé par le CRIF Languedoc Roussillon.

### À propos des divorcés-remariés
En 2007, il constitue un groupe de travail sur la question de la situation des divorcés-remariés dans l'Église catholique. Il rappelle que chaque personne doit pouvoir trouver sa place dans la communauté chrétienne.

### Droits des homosexuels
En 1998, alors président de la commission épiscopale de la famille, il décrit dans un communiqué que les « certificats de cohabitation » pour les homosexuels sont des « dérives » qui entament « la différence des sexes et la prohibition de l'inceste »,.  

### À propos du conflit israélo-palestinien
En 2001, il participe à un voyage en « Israël-Palestine » avec une délégation œcuménique pour rencontrer les communautés chrétiennes qui subissent de plein fouet les conséquences du conflit qui ravage la région depuis tant d'années. Il appelle les chrétiens de France à montrer leur solidarité avec les victimes et appelle à soutenir les efforts de justice et de paix dans cette région.

## Devise épiscopale
« Dieu est plus grand que notre cœur ».

## Distinctions
- Chevalier de la Légion d'honneur (décret du 31 décembre 2004)[7]